# Alexandre Burrows
Alexandre „Alex” Ménard-Burrows (ur. 11 kwietnia 1981 w Pincourt) – hokeista kanadyjski, gracz ligi NHL w latach 2005–2018, reprezentant Kanady.
W trakcie startów w lidze NHL reprezentował Vancouver Canucks i Ottawa Senators. Wystąpił w 913 spotkaniach sezonu zasadniczego. Zdobył 205 bramek i zanotował 204 asysty. Rozegrał 85 spotkań w play-offach strzelając 19 bramek i asystując przy 20.

## Kariera klubowa
- Greenville Grrrowl (2002 – 2003)
- Baton Rouge Kingfish (2002 – 2003)
- Manitoba Moose (21.10.2003 – 2005)
  -  Columbia Inferno (2003 – 2005)
- Vancouver Canucks (8.11.2005 – 27.02.2017)
  -  Manitoba Moose (2005 – 2006)
- Ottawa Senators (27.02.2017 – 2018) 6.07.2018 ogłosił zakończenie kariery[1]

## Kariera reprezentacyjna
- Reprezentant Kanady na MŚ w 2012
- Reprezentant Kanady na MŚ w 2014